# Ли У Сок (стрелок из лука)
Ли У Сок (кор. 이우석; род. 7 августа 1997, Инчхон) — южнокорейский стрелок из лука, олимпийский чемпион 2024 года.
Двукратный чемпион мира 2019 года в миксте и 2023 года в командных соревнованиях. На Олимпийских играх 2024 года в Париже Ли выиграл золото в командном первенстве вместе с Ким Дже Доком и Ким У Джином. В личных соревнованиях завоевал бронзовую медаль, уступив в полуфинале соотечественнику и будущему победителю Ким У Джину, а в матче за 3 место победив Флориана Унру из Германии.